# Moreni (okręg Jassy)
Moreni – wieś w Rumunii, w okręgu Jassy, w gminie Prisăcani. W 2011 roku liczyła 998 mieszkańców.